# Гуслицкий Спасо-Преображенский монастырь
Гу́слицкий Спа́со-Преображе́нский монастырь — мужской монастырь Балашихинской епархии Русской православной церкви, расположенный в городе Куровское Орехово-Зуевского района (в районе массового расселения старообрядцев).

## История
Основан по инициативе императора Александра II и благословению митрополита Филарета (Дроздова) на рубеже 1858—1859 годов вблизи древнего погоста Спас на Мошеве. По мысли митрополита, обитель должна была сочетать традиционное монашеское делание с миссионерством и обучением детей. Первым строителем и настоятелем Спасо-Преображенского монастыря стал схиигумен Парфений (Агеев), который, выбирая место для будущей обители, обратил внимание на деревянную Преображенскую церковь, основанную ещё митрополитом Фотием. Местные жители поведали строителю и миссионеру старинное предание о монастыре, который до татарского нашествия находился на противоположном берегу реки Нерской. Именно здесь схиигумен Парфений и начал возведение обители.
На месте древней Преображенской церкви был построен новый двухэтажный храм. Вскоре соорудили девятиглавый Спасо-Преображенский храм в северной части обители, которую обнесли деревянной оградой. Первоначально все здания монастыря, за исключением корпуса со Скорбященской церковью и бани, были деревянными. В 1879—1886 годах был построен каменный пятиглавый собор во имя Преображения Господня. Кроме того, воздвигли каменный трапезный храм в честь Воскресения Словущего и величественную колокольню. С самого начала существования обители ей покровительствовала царская семья.
При Спасо-Преображенском Гуслицком монастыре существовала знаменитая второклассная монастырская школа — старейшая из церковно-приходских школ как Гуслицкого края, так и всей Московской епархии. В октябре 1913 года при школе был освящён храм во имя святителя Алексия — небесного покровителя наследника престола цесаревича Алексея Николаевича.
В обители была собрана библиотека старопечатных и рукописных книг и большое собрание древних икон. Всё это было вывезено из монастыря после его закрытия в 1922 году. Уцелевшая часть этих книг ныне хранится в отделе рукописей Государственного исторического музея.
В советский период, после закрытия монастыря его братия оставалась в обители, деля территорию с расположившимся здесь домом инвалидов. Затем большинство насельников было репрессировано; трое монахов из братии Гуслицкого монастыря сейчас прославлены в лике святых новомучеников Российских — это преподобномученики Иоасаф (Крымзин), Петр (Мамонтов) и Серафим (Булашов).
В монастыре размещалась колония малолетних преступников, в Преображенском соборе был устроен склад реквизированного имущества. После Великой Отечественной войны в монастыре открыли большой дом инвалидов; затем здесь разместились психиатрический диспансер и интернат. Располагались здесь и некоторые другие светские организации.

## Современное состояние
В 1994 году при монастыре была создана православная община. Ей было передано здание монастырской трапезной, где был устроен храм в честь Преображения Господня.
9 июля 1998 года Святейшим Синодом во главе с патриархом Московским и всея Руси Алексием II было принято решение о восстановлении монастыря; настоятелем монастыря поставлен игумен Георгий (Хлебников). Несколько лет понадобилось для восстановления главного храма монастыря — Спасо-Преображенского собора. В 2008 году он был освящен митрополитом Крутицким и Коломенским Ювеналием.
8 августа 2009 года настоятелем Гуслицкого Спасо-Преображенского монастыря назначен игумен Стефан (Макаров), служивший ранее в храме Новомучеников и Исповедников Российских подворья Екатерининского монастыря на бывшем расстрельном полигоне НКВД «Коммунарка» Ленинского района Подмосковья.
Вследствие малочисленности православных церквей в районе монастырскому собору приходится выполнять задачи приходского храма; здесь духовно окормляются жители города Куровское, поселка Давыдово и ещё нескольких деревень. 
В 2010—2013 годах произведена реконструкция трапезного корпуса, на втором этаже которого устроен храм Святых царственных страстотерпцев. Он освящен 17 августа 2013 года митрополитом Крутицким и Коломенским Ювеналием. На первом этаже этого здания устроена постоянно действующая фотогалерея, посвященная семье русского Императора Николая II и жизни российского общества в дореволюционное время.
В 2015 году митрополитом Крутицким и Коломенским Ювеналием на должность настоятеля (с возведением в сан игумена) назначен иеромонах Серафим (Голованов).

## Монастырские храмы
Действующие:
- храм Преображения Господня (1886, архитектор Ф. Ф. Горностаев)
- храм Царственных страстотерпцев (освящён в 2013 году)

Исторические:
- храм святителя Фотия, митрополита Московского
- храм иконы Божией Матери «Всех скорбящих Радость»
- часовня страстотерпца царя Николая

Монастырю принадлежала часовня Христа Спасителя в Санкт-Петербурге, на пересечении Невского проспекта и Думской улицы, перед знаменитым Портиком Руска.

## Настоятели
- Парфений (Агеев), игумен, (1858 — до августа 1872) — первый строитель монастыря;
- игумен Иероним (Юдин) (12 августа 1872 — май 1895)
- игумен Геннадий (1895—1901)
- игумен Мина (Шустов) (1901 — 9 февраля 1907), указом Синода № 416 перемещён в Климовский Покровский монастырь)
- игумен Павел (Фролов) (1907—1912)
- архимандрит Исаакий (Бухтеев) (1912-1922)

- Георгий (Хлебников), игумен (9 июля 1998 — 8 августа 2009);
- Стефан (Макаров), игумен (С 8 августа 2009).
- Серафим (Голованов), игумен (с 28 октября 2015 года).